# Coffinita

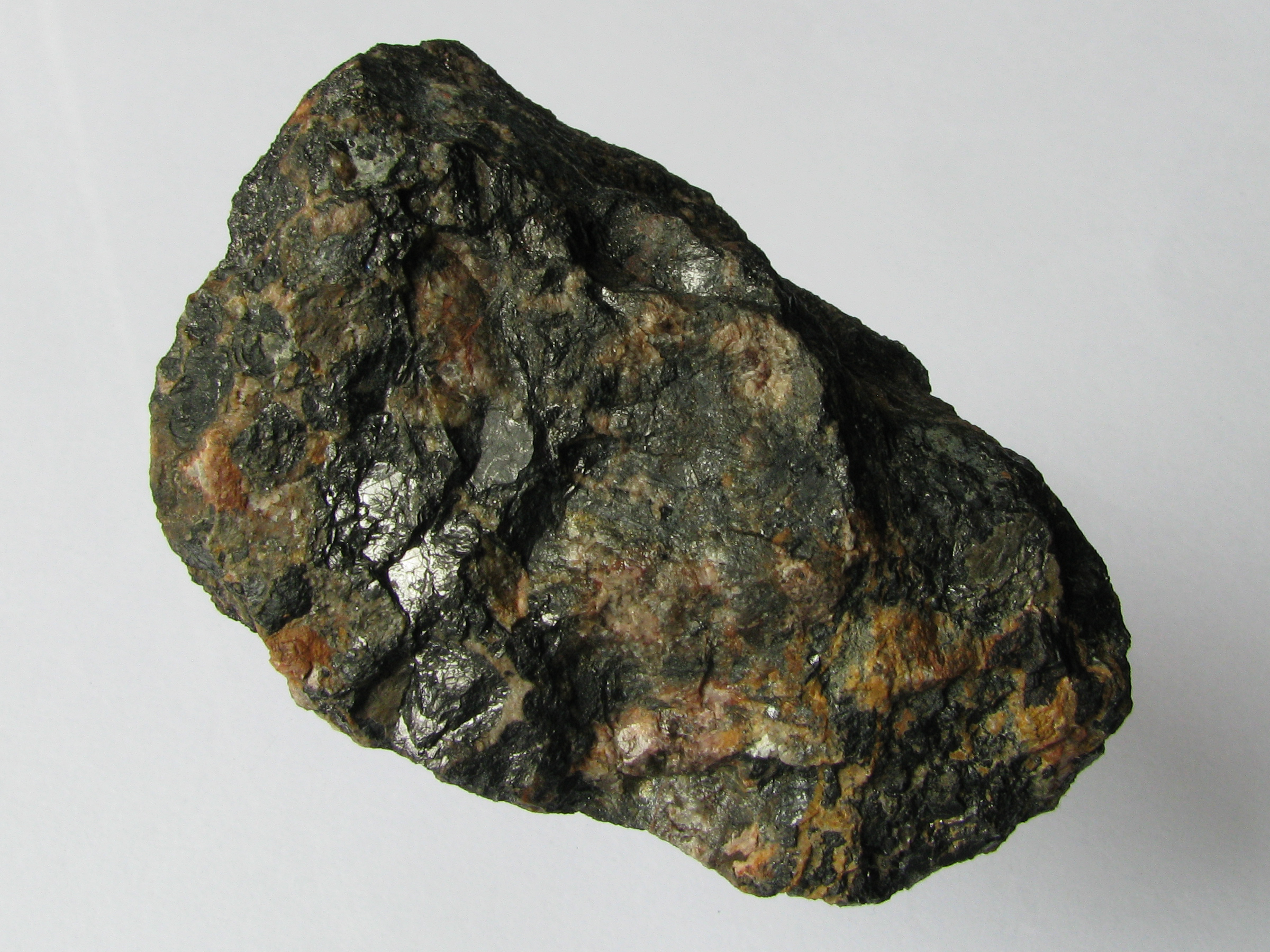
Uraninita e coffinita em uma amostra de uma mina tcheca

Coffinita é um mineral de silicato contendo urânio com fórmula: U(SiO4)1−x(OH)4x. Ocorre como incrustações pretas, de cor escura a marrom-claro em seções finas. Possui uma faixa preto-acinzentada. Apresenta fratura frágil a concoidal, com dureza entre 5 e 6. 
Foi descrita pela primeira vez em 1954 para uma ocorrência na Mina La Sal No. 2, Beaver Mesa, Condado de Mesa, Colorado, EUA,  e nomeado em homenagem ao geólogo americano Reuben Clare Coffin (1886–1972). Tem ampla ocorrência global em depósitos de minério de urânio e vanádio do tipo Planalto do Colorado. Ela substitui a matéria orgânica em depósitos de arenito e de veios hidrotermais.  Ocorre em associação com uraninita, torita, pirita, marcasita, roscoelita, minerais de argila e matéria orgânica amorfa.

## Composição
A fórmula química da Coffinite é U(SiO4) 1−x (OH) 4x. Os padrões de pó de raios X de amostras de coffinita permitiram que os geólogos o classificassem como um novo mineral em 1955. Uma comparação com o padrão de pó de raios X do zirconita (ZrSiO4) e da torita (ThSiO4) foi a base para esta classificação. A análise química preliminar indicou que o silicato uranoso exibiu substituição de hidroxila. Os resultados da análise química preliminar de Sherwood foram baseados em amostras de três locais. Ligações hidroxila e ligações silício-oxigênio também provaram existir após análises espectrais de absorção infravermelha terem sido realizadas. A substituição da hidroxila ocorre como (OH)44− para (SiO4)4−.[1] O constituinte hidroxila na caixinha provou mais tarde ser não essencial na formação de um mineral sintético estável. Análises recentes de microssonda eletrônica dos cristais submicroscópicos revelaram uma abundância de cálcio, ítrio, fósforo e substituições mínimas de chumbo, juntamente com traços de outros elementos raros.

## Estrutura cristalina
A coffinita é isoestrutural com os ortossilicatos zircão (ZrSiO 4) e torita (ThSiO4). Stieff et al. analisaram a coffinita usando a técnica de difração de raios X em pó e determinaram que ela tem uma estrutura tetragonal. Ocorrendo naturalmente com cátions U4+, os dodecaedros triangulares UO8 coordenam-se com tetraedros SiO  alternados e de arestas compartilhadas em cadeias ao longo do eixo c. O sítio central de urânio da coffinita é cercado por oito tetraedros de SiO4 . As dimensões da rede da coffinita natural e sintética são semelhantes, com uma amostra natural da Mina Arrowhead, Condado de Mesa, Colorado tendo a=6,93kx, c=6,30kx, e uma amostra sintetizada por Hoekstra e Fuchs tendo a=6,977kx e c=6,307kx.

## Propriedades físicas
O exame inicial da coffinita por Stieff et al. descreveu o mineral como sendo de cor preta com um brilho adamantino, indistinguível da uraninita (UO2). Além disso, os descobridores relataram que, embora nenhuma clivagem seja vista na coffinita, ela apresenta fratura subconcoide e é de granulação muito fina. As amostras iniciais apresentaram textura quebradiça e dureza entre 5 e 6, com densidade de 5,1. Amostras posteriores da Mina Woodrow no Novo México coletadas por Moench mostraram estrutura interna fibrosa e cristalização excepcional. Uma seção fina polida de coffinita tem uma cor marrom e mostra transmissão anisotrópica de luz. A análise óptica produziu um índice de refração de cerca de 1,74.

## Ocorrência geológica
A coffinita foi descoberta pela primeira vez em depósitos de urânio sedimentar na região do Planalto do Colorado, mas também foi descoberta em depósitos de urânio sedimentar e veios hidrotermais em muitos outros locais. As amostrasdo Planalto do Colorado foram encontradas com minerais de vanádio pretos de baixa valência e granulação fina, uraninita e material orgânico preto finamente disperso. Outros materiais associados a descobertas posteriores da mesma região foram argila e quartzo. Em depósitos de veios da Mina Copper King no Colorado, também foi encontrada coffinite com uraninita e pechblenda. A coffinita é metaestável em comparação com a uraninita e o quartzo, portanto a formação da coffinite requer uma fonte de urânio em condições redutoras, como evidenciado pela presença associada de minerais de vanádio de baixa valência. A solução rica em sílica fornece essa condição redutora nos casos em que a caixinha resulta como um produto de alteração da uraninita. Hansley e Fitzpatrick também notaram que a cor acastanhada de suas amostras de coffinita foi causada por material orgânico, levando-os a concluir que a coffinita também pode se formar em condições de baixa temperatura se houver carbono orgânico presente. Esta descoberta é consistente com as amostras do Planalto do Colorado, que incluíam madeira fossilizada. Na China, a coffinita pode ser encontrada em granito, além de arenito. Hansley e Fitzpatrick concluíram que a coffinita de granulação grossa provavelmente se forma em ambientes de alta temperatura. Coffinita e uraninita precipitam dentro de regiões brechadas e fraturadas de granito alterado a pressões entre 500 e 800 barras e temperaturas de 126 a 178 °C.

## Características especiais
Uma grande percentagem do fornecimento de urânio da Terra está contida em depósitos de coffinita, o que é significativo devido à utilização do urânio na energia nuclear. Os depósitos sedimentares contêm as amostras mais radioativas, como evidenciado pela conffinita intensamente radioativa encontrado no Planalto do Colorado. Pesquisadores da Universidade de Harvard, do Serviço Geológico dos Estados Unidos (USGS) e de várias outras instituições tentaram, sem sucesso, sintetizar a coffinita em meados da década de 1950, após sua descoberta inicial. Em 1956, Hoekstra e Fuchs conseguiram criar amostras estáveis de coffinita sintética. Toda essa pesquisa foi conduzida para a Comissão de Energia Atômica dos Estados Unidos.